# هلوخيف
هلوكيف (Глухів) هي مدينة في مقاطعة سومسكا في أوكرانيا.
يبلغ عدد سكانها حوالي 36,258 نسمة.

## معرض

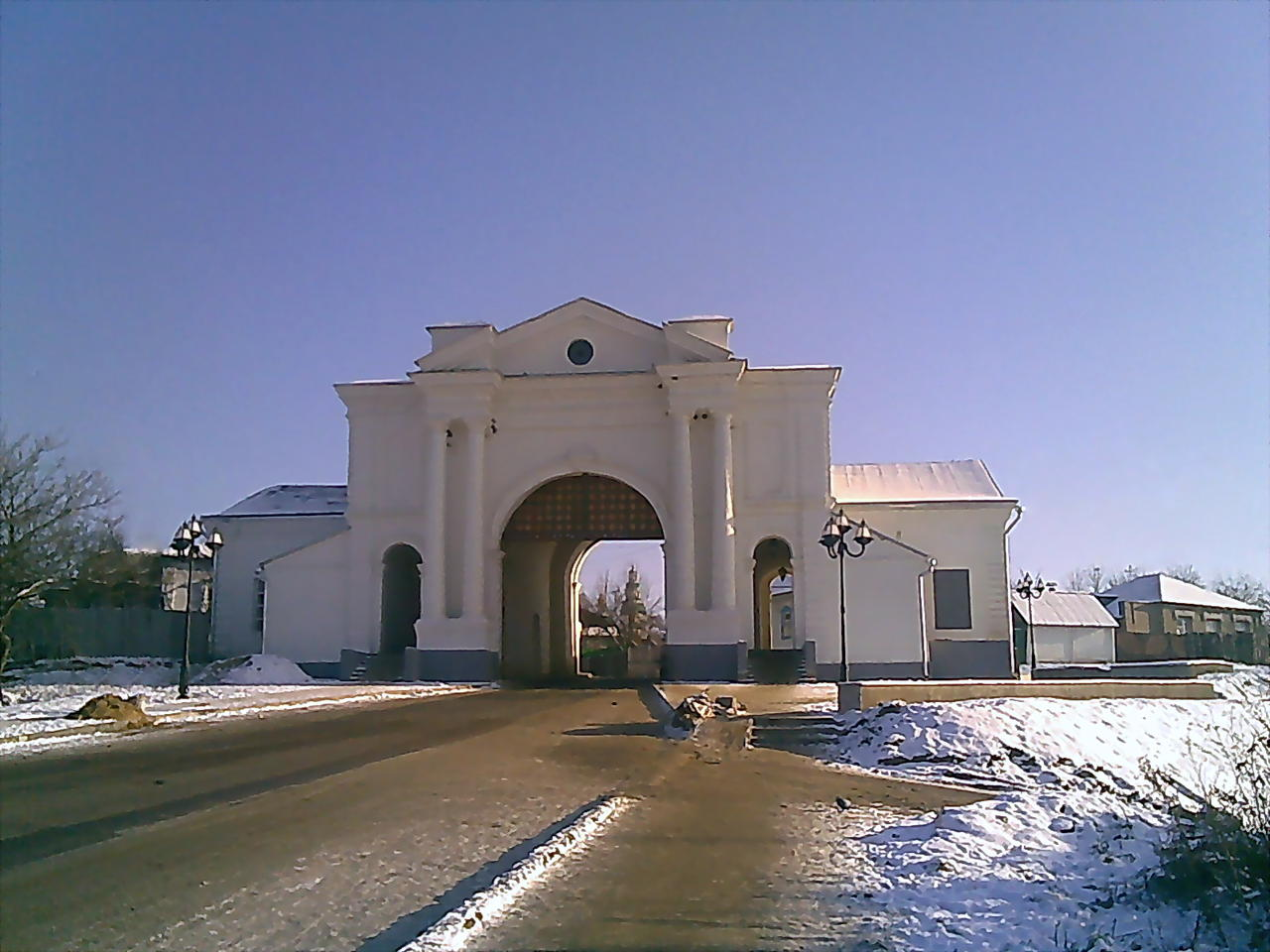
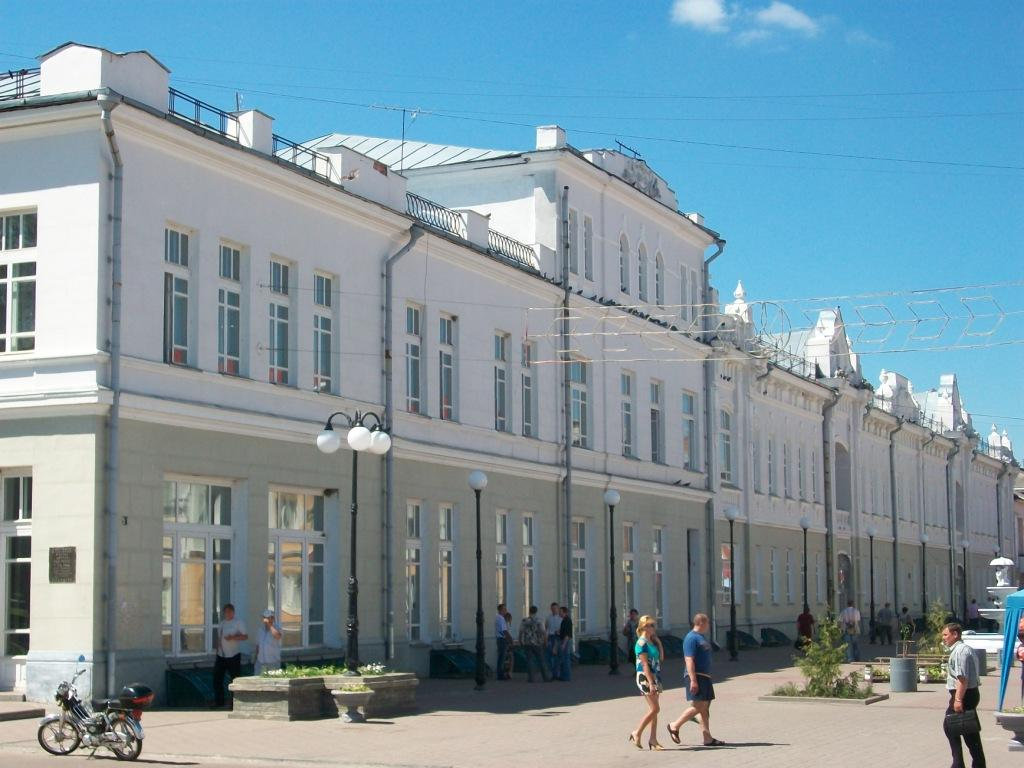
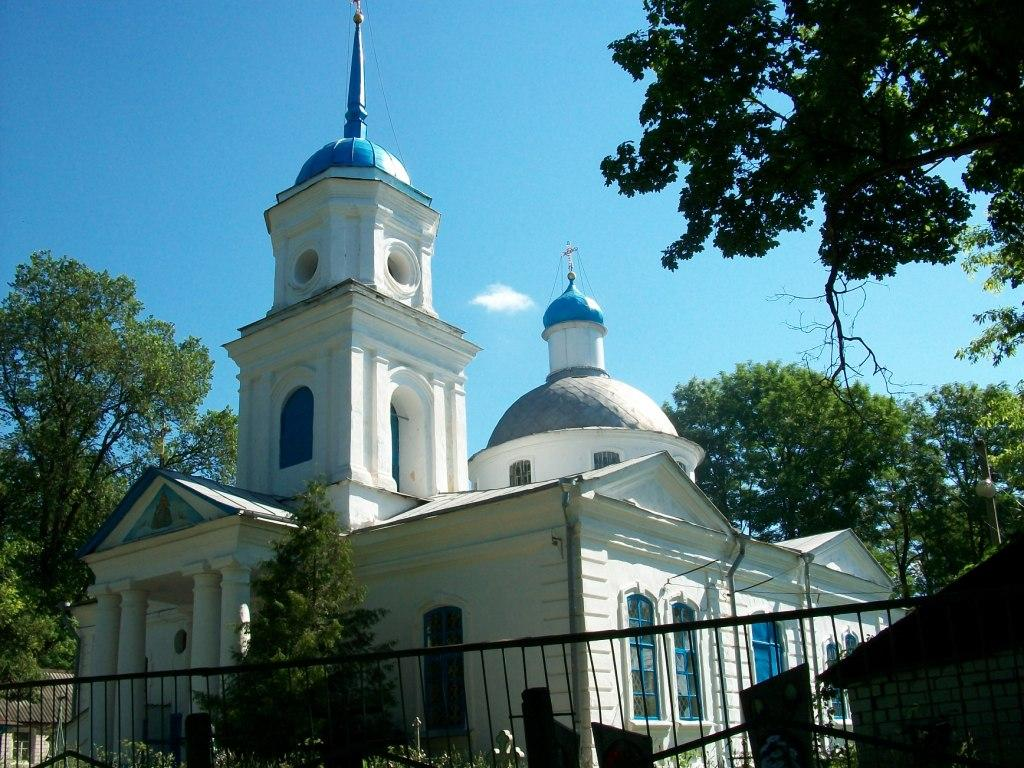
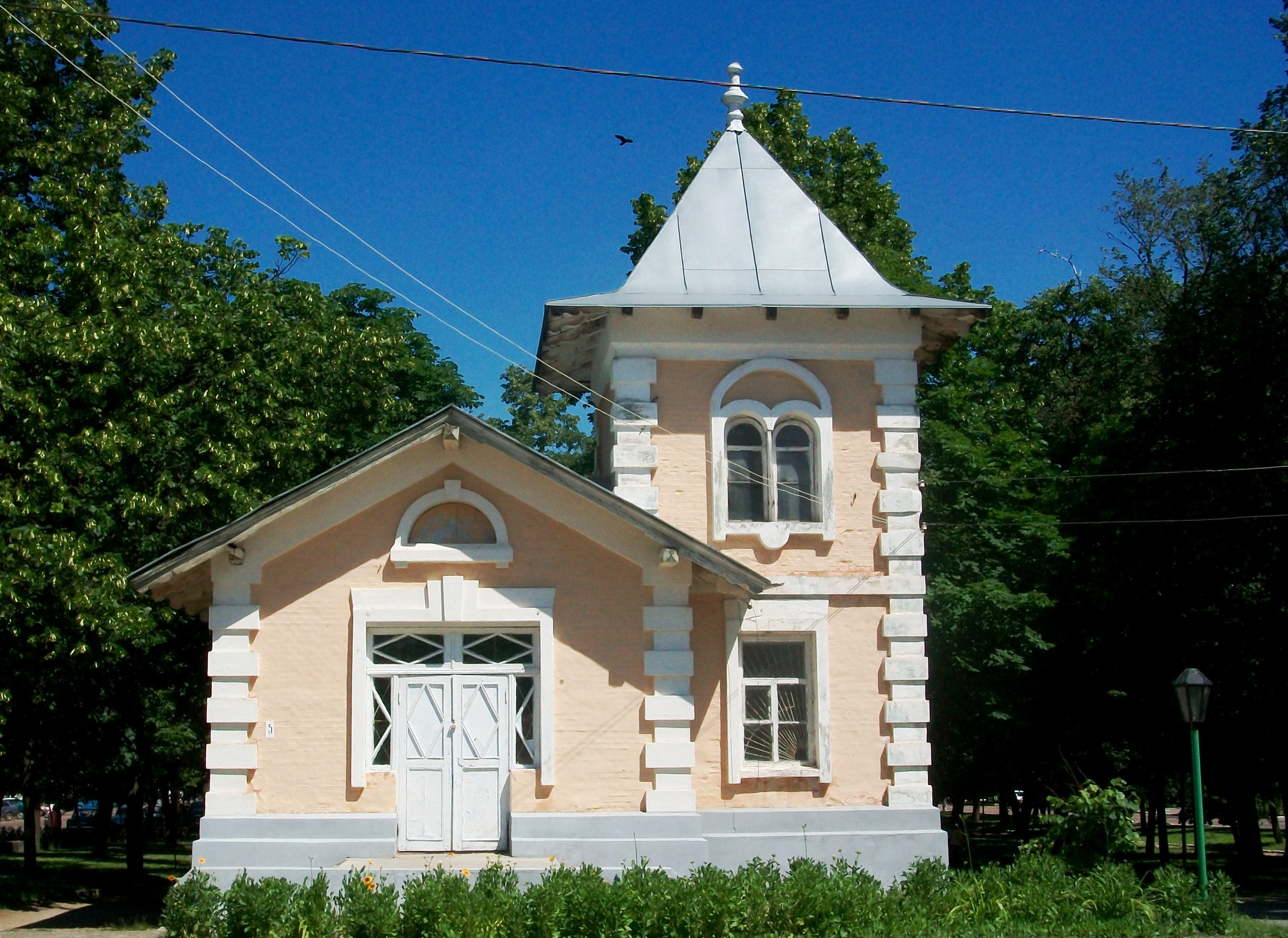
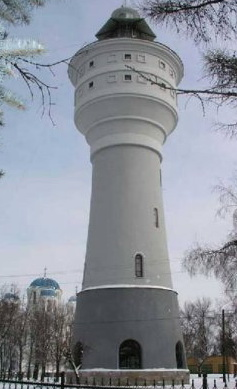
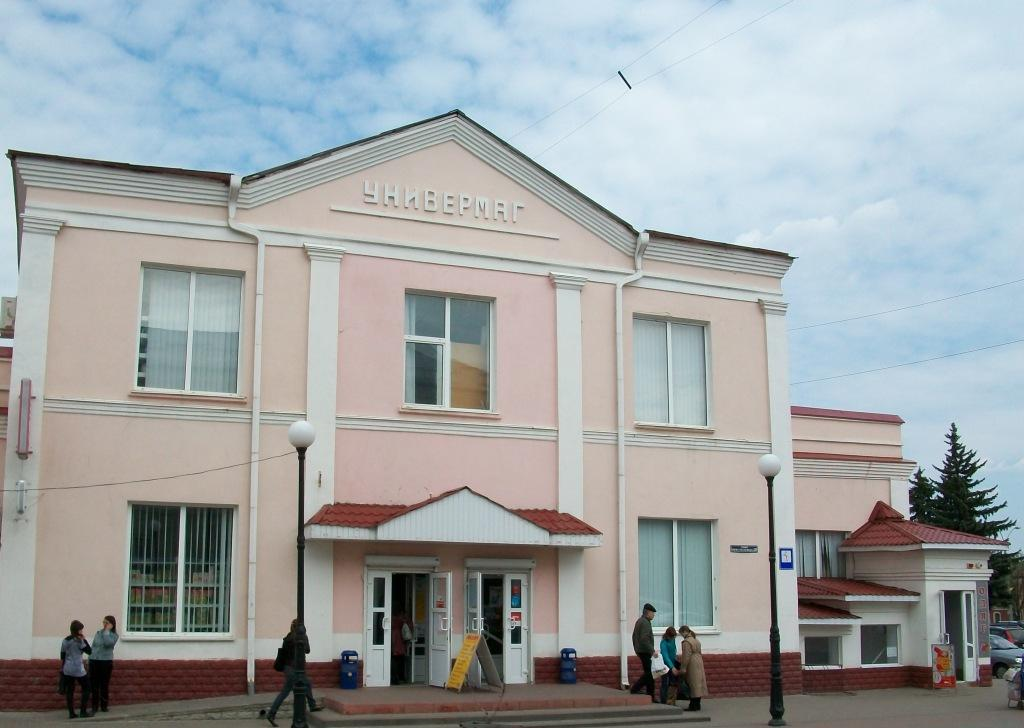
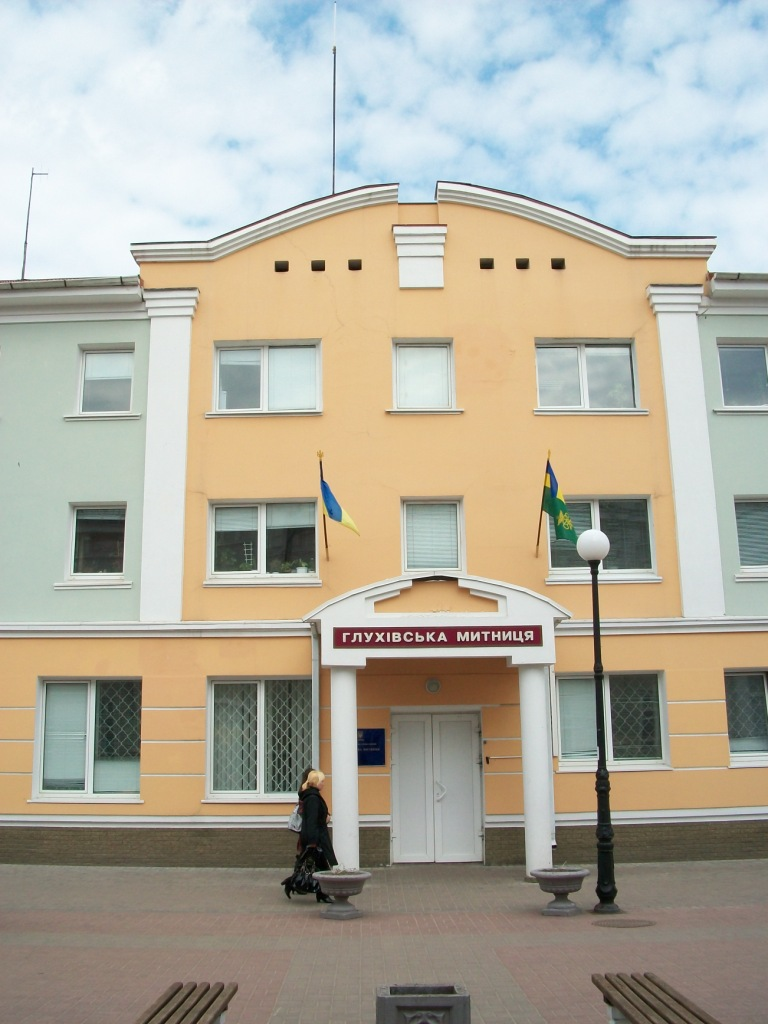
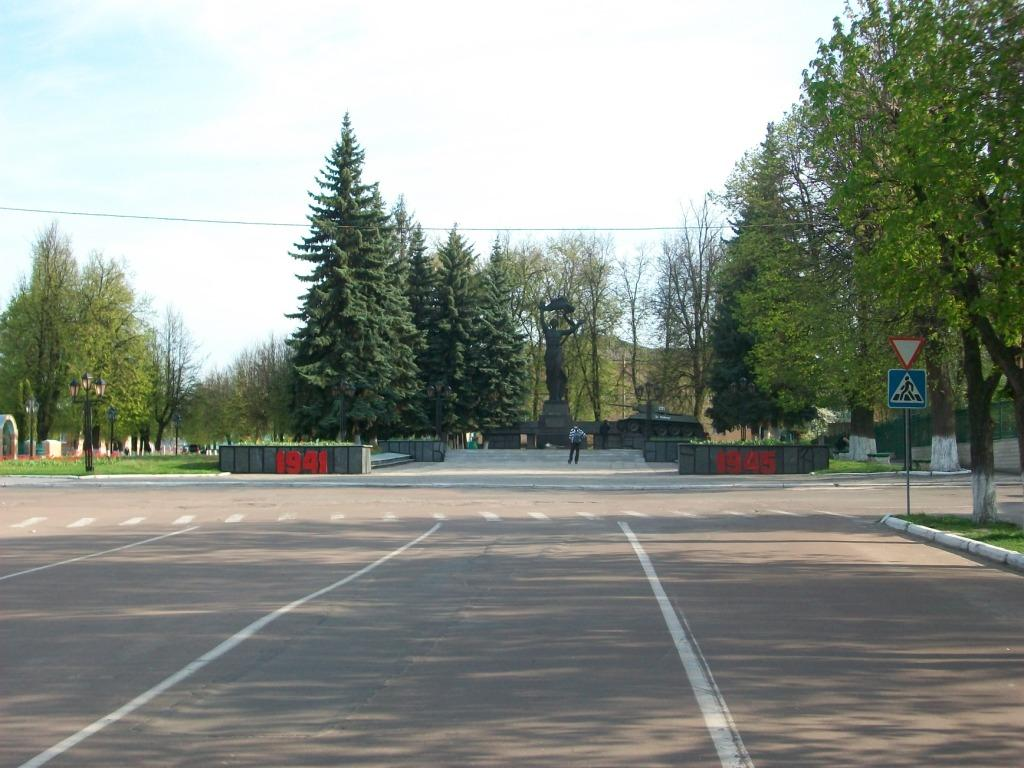
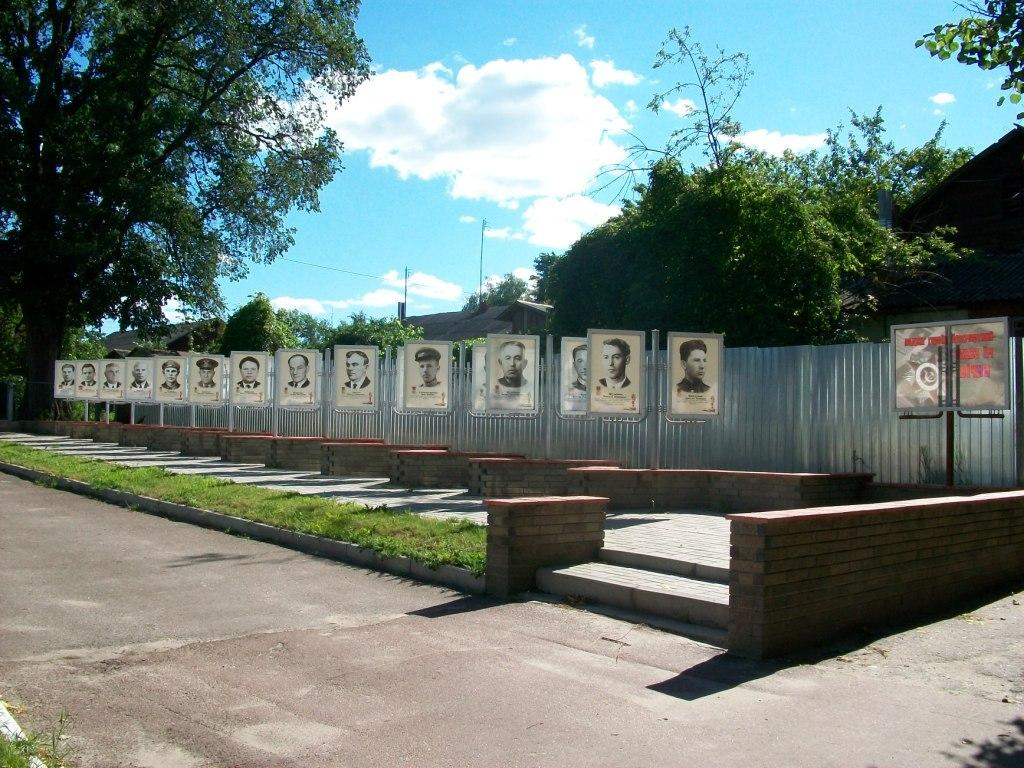
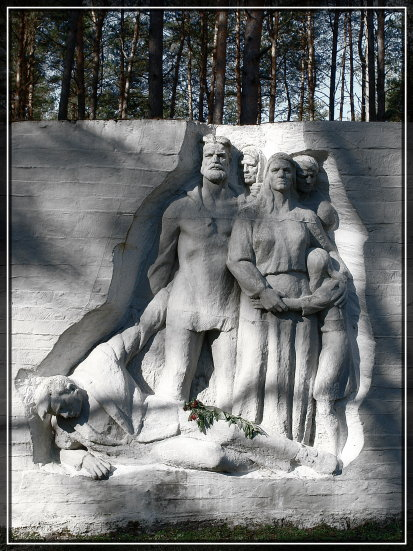
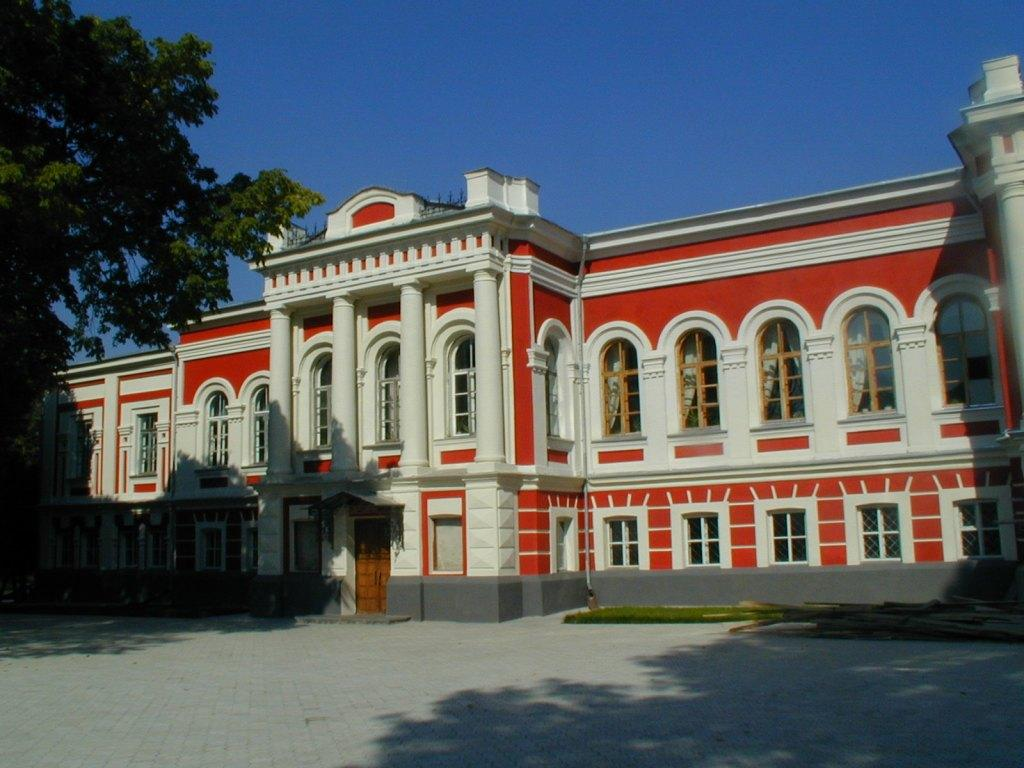
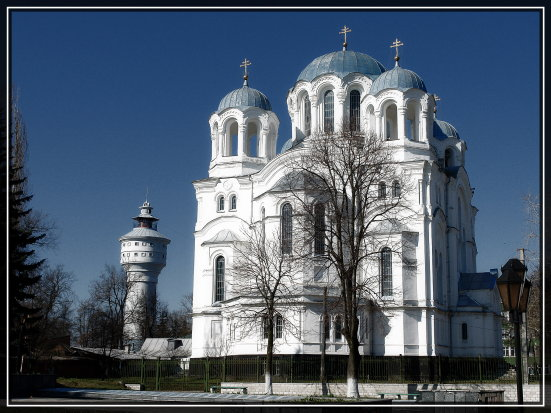
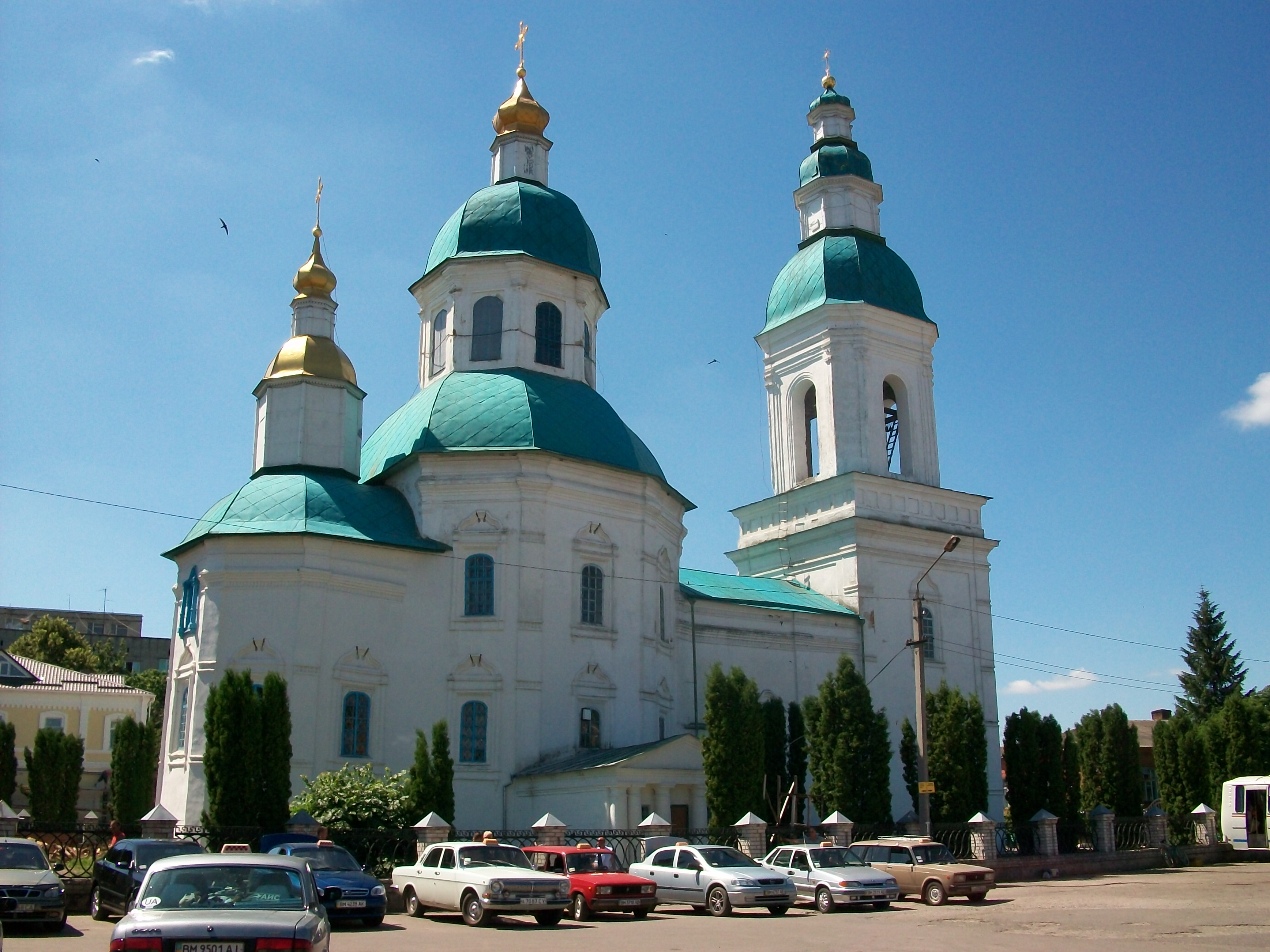
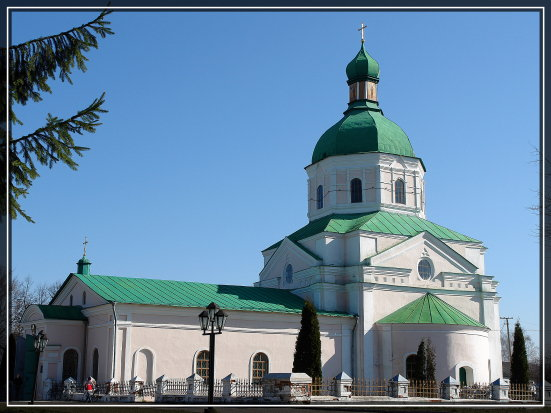
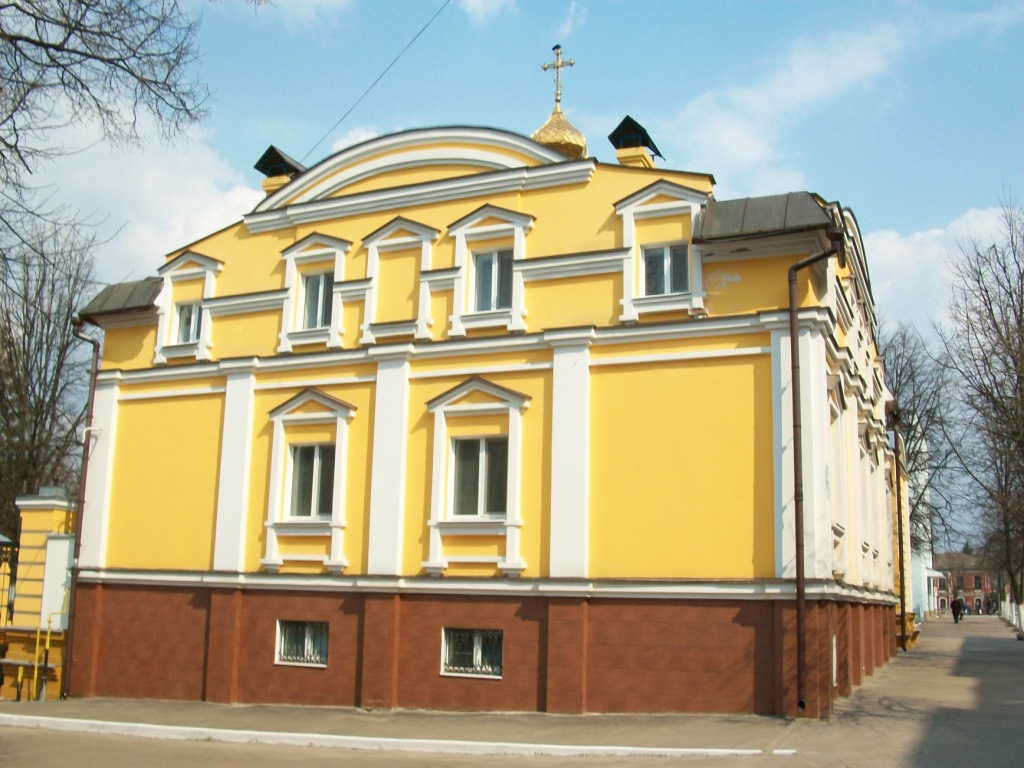
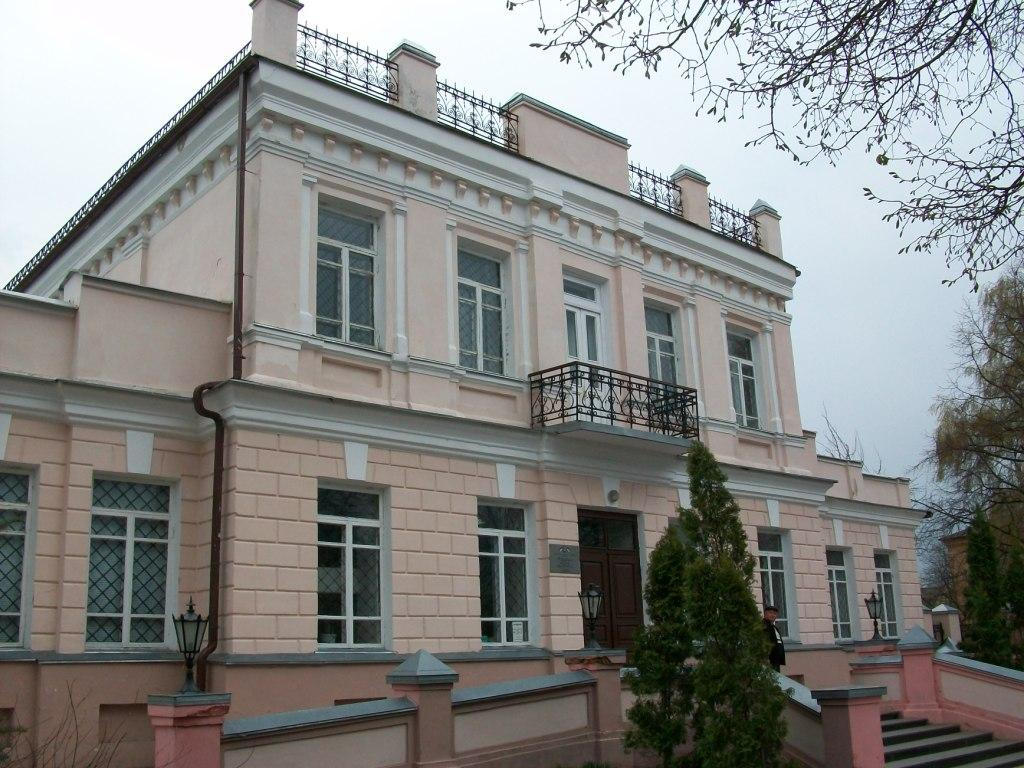
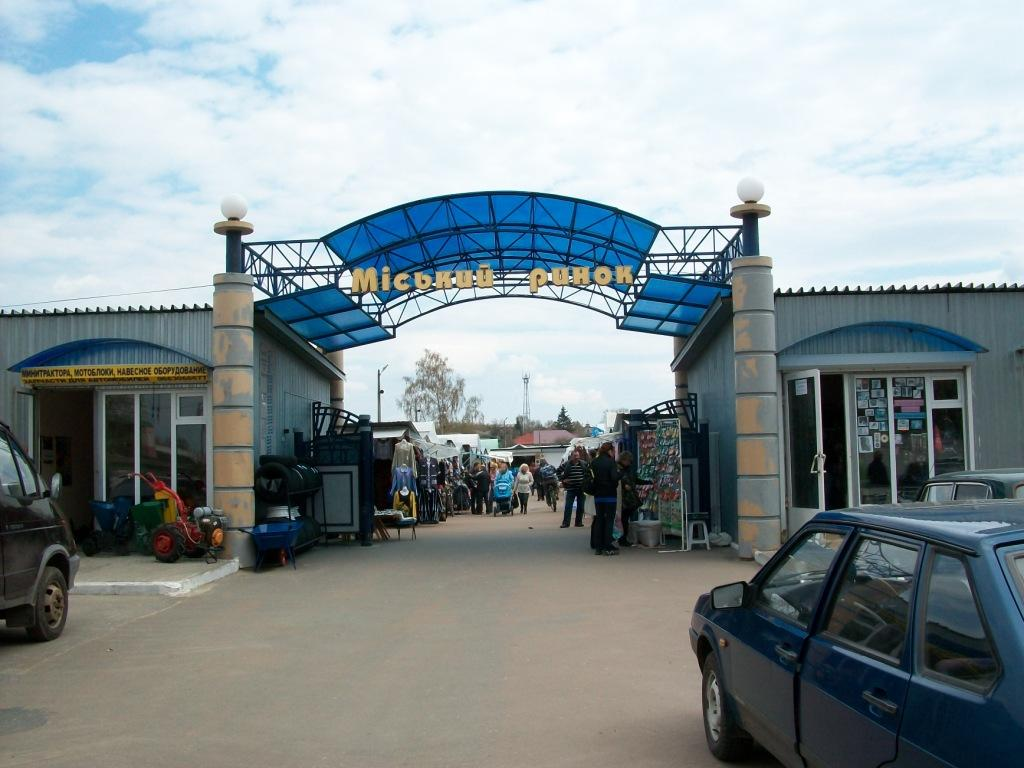
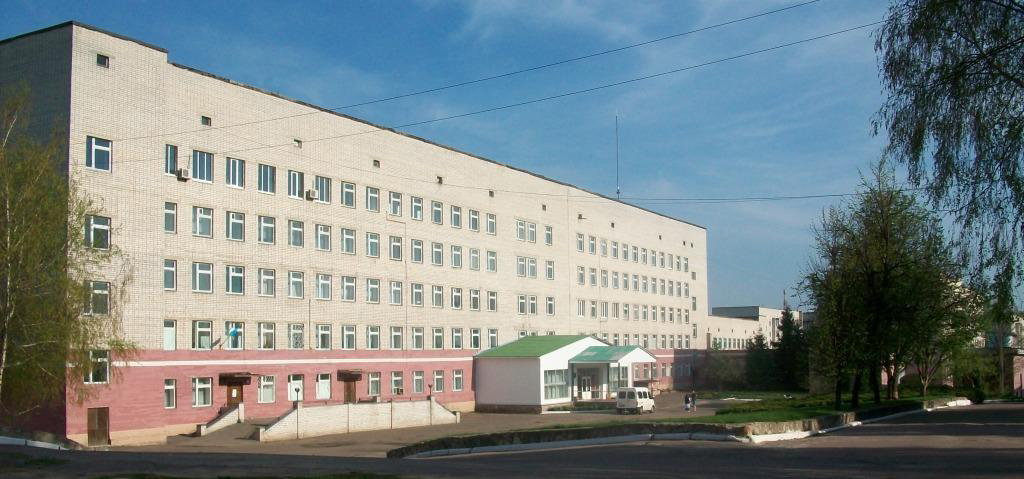
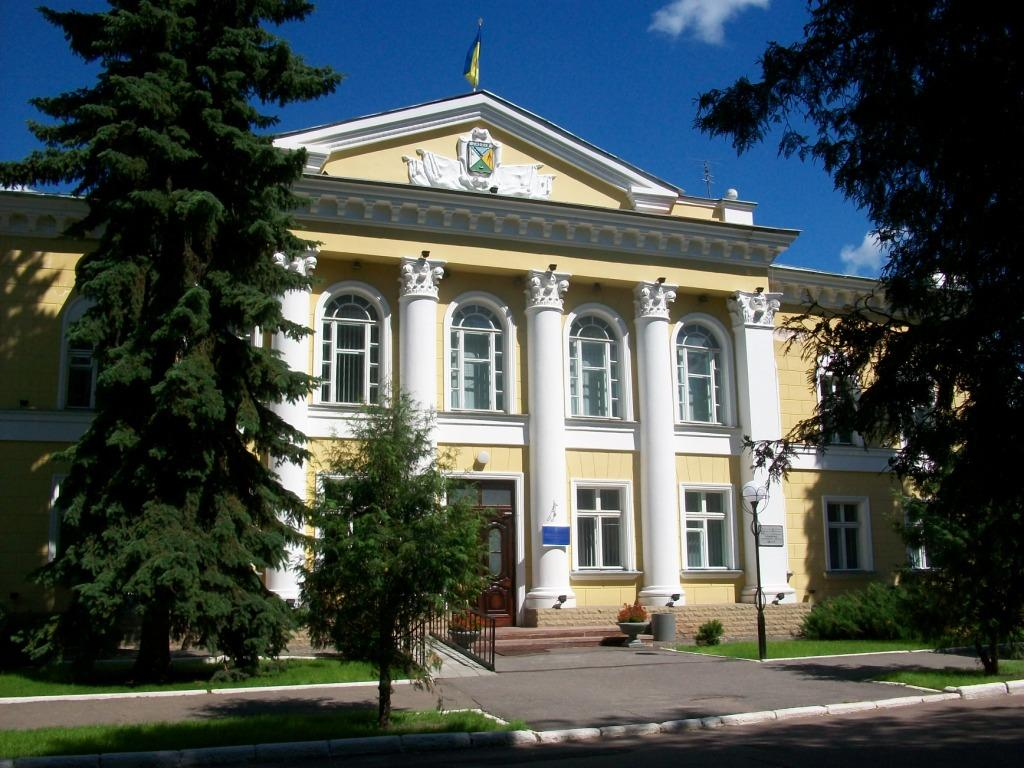
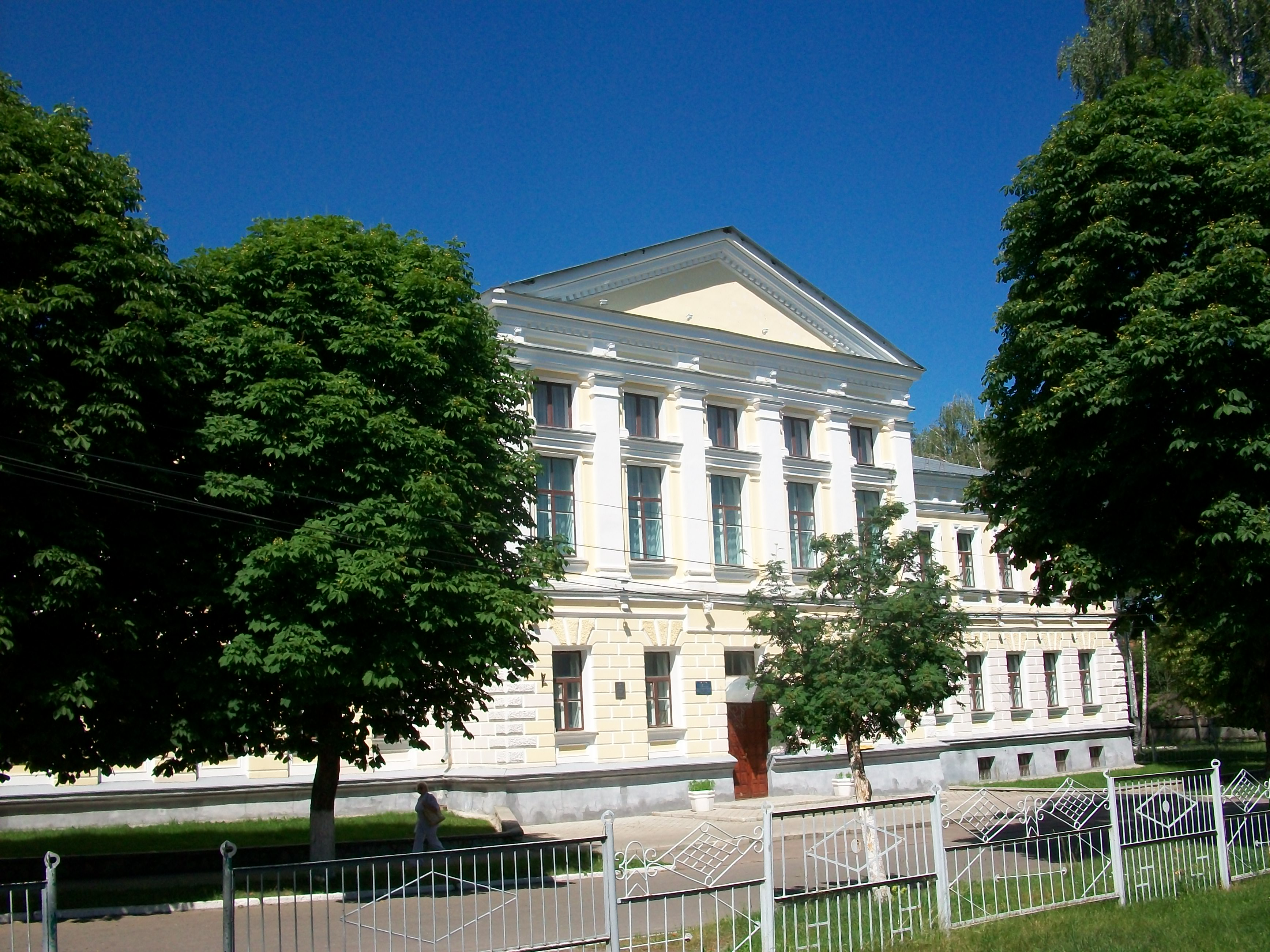
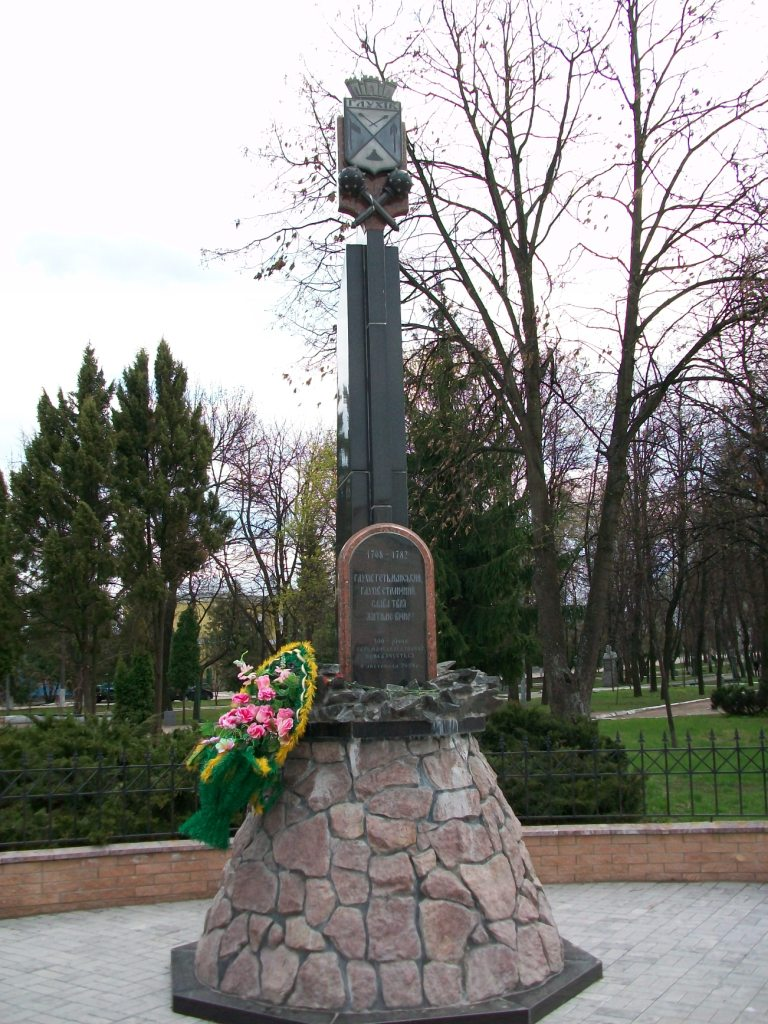
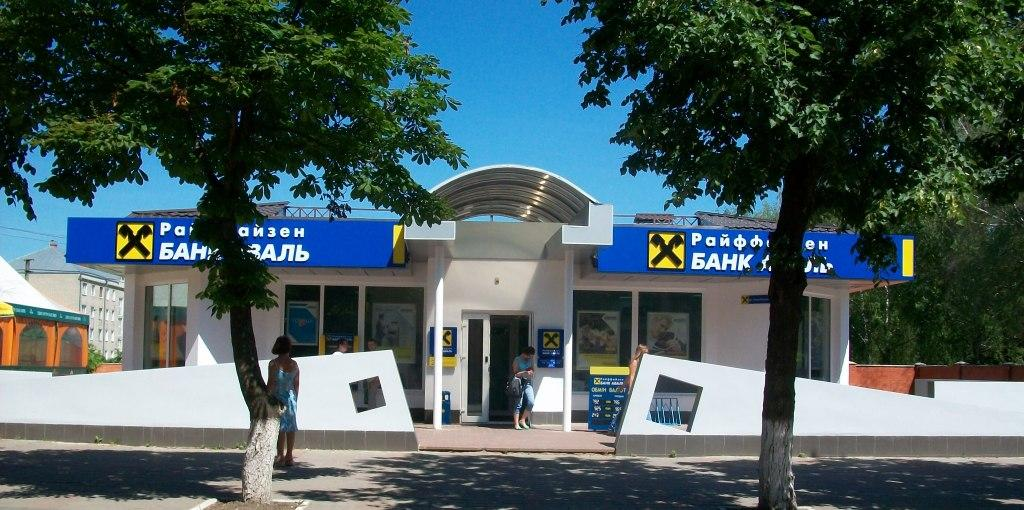

## توأمة
لهلوخيف اتفاقيات توأمة مع:
- سفيشتوف

## أعلام
- يوسف شيكلوفسكي